# Menosca moro
Menosca moro är en insektsart som beskrevs av Baker 1925. Menosca moro ingår i släktet Menosca och familjen Lophopidae. Inga underarter finns listade i Catalogue of Life.